# 仙石氏
仙石氏（せんごくし）は、武家・華族の家を出した日本の氏族のひとつ。美濃国出身の仙石秀久が豊臣秀吉のもとで大名に出世し、江戸時代にははじめ信濃国上田藩主家、のち但馬国出石藩主家、維新後には華族の子爵家となった

## 歴史

### 戦国時代・安土桃山時代
藤原北家利仁流美濃前田氏に属する後藤氏の一族後藤則明を祖とし、千石氏とも呼ばれた。仙石基秀の代に甥である仙石久重が娘婿として家督を引き継いだが、久重は母方が清和源氏流摂津源氏頼光流土岐氏（美濃源氏）一族の娘であり、以降は土岐氏一門と称した。久重の孫となる仙石久盛の代までは土岐氏およびこれを滅ぼした斎藤氏に仕える豪族であった。
仙石氏の中興の祖である仙石秀久（久盛の子）は、はじめ美濃斎藤氏に仕えたが、斎藤氏が織田信長に滅ぼされると織田氏に仕官した。信長配下の羽柴秀吉に仕えて立身を重ね、1583年に淡路国5万石を領有し、1585年には四国征伐で軍功を上げて讃岐国高松10万石を与えられるまでになった。1586年、九州征伐の前哨戦である戸次川の戦いに敗れて高野山に追放されるも、1590年の小田原征伐の功績で秀吉より許しを受けて信濃国小諸5万石の大名として復帰、伏見城築城の功績でさらに5万7000石に加増された。

### 江戸時代
1600年の関ヶ原の戦いでは東軍に付き、大阪の陣を経て信濃国小諸藩を立藩した。秀久の代に仙石氏は徳川氏の信頼を得て、小諸藩は外様ながら願譜代として扱われた。
秀久の子忠政は、信濃国上田藩6万石に転封された。次いで政明の代に但馬国出石藩に移封された。
久利の代の天保年間には藩財政窮乏と後継ぎをめぐる対立で仙石騒動という御家騒動が起き、取り潰しは免れたものの騒動の中心人物の一門家老仙石左京が獄門に処され、5万8千石から2万8000石余を削られて3万石になった。
この後、久利は、しばらく幕府と通じた家老堀新九郎を中心にした幕府傀儡政権に囲いこまれたが、それに不満を抱いていた久利は、文久2年に堀を切腹させることで幕府傀儡政権の身から脱する。こうした藩政の状況の中、久利は幕末の争乱の中で心情的に勤王に傾いた。

### 明治以降
久利は、明治元年の戊辰戦争で官軍に付き、豊岡藩主京極高厚とともに生野警衛を政府から命ぜられた。その後、明治2年（1869年）の版籍奉還で出石藩知事に転じるとともに華族に列した。明治3年（1870年）正月に久利が隠居し、養子で従兄弟にあたる仙石政固が家督して、最後の藩知事に就任し、明治4年（1871年）7月14日の廃藩置県に伴う罷免まで務めた。廃藩置県後の同年9月2日には少議官に任官し、11月3日に免官。
版籍奉還の際に定められた家禄は現米で1384石。明治9年の金禄公債証書発行条例に基づき家禄と引き換えに支給された金禄公債の額は、3万8985円38銭7厘（華族受給者中144位）。
明治前期の政固の住居は東京府芝区神谷町にあった。当時の家令は、桑原彰。当時の政固は宮内省七等出仕。
明治17年（1884年）7月7日の華族令の施行で華族が五爵制になると、同月8日に旧小藩知事として政固は子爵に列せられた。その後政固は貴族院の子爵議員に当選して務めた。
2代子爵仙石政敬は政府官僚として賞勲局総裁や宗秩寮総裁を歴任し、貴族院の子爵議員にも当選している。
3代子爵仙石久英の代の昭和前期に仙石子爵家の邸宅は東京市麻布区笄町にあった。久英も貴族院議員だった。久英の次代の政恭は子供のないまま昭和47年に死去。

## 歴代当主
1. 仙石秀久（ひでひさ[18]）〔従五位下、越前守〕淡路国洲本城主、讃岐国高松城主、信濃国小諸城主、小諸藩主[3]
2. 仙石忠政（ただまさ[18]）〔従五位下、兵部大輔〕信濃国上田藩に転封[3]
3. 仙石政俊（まさとし[18]）〔従五位下、越前守〕
4. 仙石政明（まさあきら[19]）〔従五位下、越前守〕但馬国出石藩に転封[3]
5. 仙石政房（まさふさ）〔従五位下、信濃守〕江戸幕府寺社奉行
6. 仙石政辰（まさとき）〔従五位下、越前守〕
7. 仙石久行（ひさゆき）〔従五位下、刑部少輔〕
8. 仙石久道（ひさみち[15]）〔従五位下、越前守〕
9. 仙石政美（まさよし[15]）〔従五位下、越前守〕
10. 仙石久利（ひさとし[15]）〔従五位下、越前守〕最後の出石藩主。仙石騒動により3万石。版籍奉還で出石藩知事[6]。
11. 仙石政固（まさかた[15]）〔従二位、子爵〕最後の出石藩知事[6]。貴族院の子爵選出議員[15]。
12. 仙石政敬（まさゆき[15]）(従四位、子爵)　賞勲局総裁、宗秩寮総裁、貴族院の子爵選出議員[15]。
13. 仙石久英（ひさひで[15]）(正五位[17]、子爵)　貴族院の子爵選出議員[15]。
14. 仙石政恭（まさやす[15]） - 断絶

## 分家
初代小諸藩主仙石秀久の七男久隆は、慶長12年に仙石宗家より上総国や上野国のうち3000石の領地を分知されて旗本となり、熊本や高崎への幕府の使者を務めた後、寛永10年に甲斐国のうち1000石の加増があり、都合4000石を領した。2代久邦は伏見奉行を務めて近江国浅井郡のうち2000石を加増されて、都合6000石を領す。3代久信は家督に際し、弟久尚に1000石を分知して都合5000石。さらに4代久治が家督に際して、弟久豊に300石を分知したため、都合4700石となった。
また、2代小諸藩主仙石忠政の三男政勝は兄政俊の領地のうち信濃国小縣郡矢沢において2000石を分知され、盗賊追捕の勲功により上野国において700石加増されて都合2700石の旗本となっている。後に上野国の領地の一部を武蔵国に移され、維新時には2000石が矢沢8ヵ村、700石は上野国と武蔵国の飛び地の4ヵ村にあった。
同家の維新期の当主は従五位下播磨守仙石政相（明治期に政雄に改める）。慶応3年12月16日に江戸城に登城した政相は京都の緊迫した情勢を知ったが、この時点では一応幕府軍側で参戦することを想定するも、慶応4年1月に鳥羽伏見の戦いに惨敗して江戸に逃亡した徳川慶喜が、2月3日にも老中小笠原壱岐守を通じて江戸の旗本たちに領地に赴いて朝命を遵守するよう命じた。朝廷に降ることを決意した政相は、2月29日にも一党70人程を率いて江戸を離れ、3月3日に矢沢陣屋に到着。信濃国の旗本領はすでに官軍に収公され、尾張藩がその管理にあたっていたことから、名古屋に赴いて、4月4日に尾張藩に勤王誓書を提出。また、京都に派遣した家老を通じて太政官にも上京請願書を提出したが、この時期朝臣編入と本領安堵を請願する旗本が京都に殺到していたため、4月中には許可が下りず、5月末になって入洛が許された。
入洛後すぐに政相は、天地神明に誓って子孫永世にわたって天皇に背かないので仙石家の朝臣編入が許されるよう太政官に請願。しかし、なかなか朝臣編入の許可が下りず、焦った政相は、本家の出石仙石家にも請願書を提出してもらっている。11月4日に至って「諸藩分知末家ニテ、従前徳川附属ノ輩、勤王之実效有之向ハ、本禄如旧下賜、実效無之輩ハ上地被、仰付候事」との御沙汰があり、仙石家については勤王の実效有りの家と認められ、本領安堵のうえ朝臣の下大夫席に編入となった。
しかしこの頃から封建領主制度の解体に向けた政府の動きが本格し、11月には8月以来信濃国に置かれていた伊那県より、今後信濃国の旗本領地の政務の一切は県で取り扱うので、そのように心得るよう達しがあり、また旗本たち自身には東京（一部京都）移住が命じられた。旗本たちを領地から引き離すことで、その領地の行政権を府県に移しやすくするためだったが、明治2年に入ると仙石家を含めた信濃国の旧旗本たちから土着請願が相次いで出された。多くは財政的な理由だったと見られる。仙石家もこの間献金・軍資金上納などで財政状況が極度に悪化しており、東京再移住資金の捻出が困難だった。元来在地性の強い旧交代寄合など一部の旧旗本に土着が許されたものの、もともと江戸定府だった旧一般旗本には許されず、仙石家も2月頃には実質的な伊那県への領地引き渡し事務を開始し、3月中にそれを完了し、3月末にも東京へ再移住した。
同年12月の太政官布告により、旧幕臣の朝臣に儲けられていた中大夫・下大夫・上士の別が廃されて士族として一本化され、仙石家も東京府貫属士族となった。また同時に旧幕臣の録制改革が実施され、仙石家も表高2700石の所領が収公され、政府の蔵米から現高105石の支給となった。
この録制改革により旗本家の家臣団は解散となり、明治3年5月に政府より旧旗本家臣に対し、戊辰戦争における官軍従軍の有無と奉公の代数に応じた扶助金が支払われたが、仙石家中では旧代官の田中半次郎が受けた300両（一時支給による減額で240両）が最大だった。この田中家は在地性が強かったことから、明治以降は旧主家の仙石家よりも繁栄した。明治3年にはすでに旧主家仙石家に対して1250両の貸金を有しており、明治5年に田中半次郎教孝は、矢沢村戸長に就任、その後銀行「保全会社」を設立してその社長となった。その息子教時は、殿城村修道学校長となり、明治23年には殿城村村長となり、22年も村長に在職。さらに4期にわたって長野県会議員に当選し、県農会副会長なども務めた。明治初期にはニ反余りだった田中家の土地所有は、明治19年までには三町三反余りという飛躍的な増大をしている。
この田中家の繁栄に比べ、旧主家の仙石家の方は衰退の一途を辿り、田中家に莫大な借金を背負って、本所林町の邸宅の維持も困難になった。明治3年に家督した政愛は、養父政雄とともに明治5年に林町の邸宅を引き払って、本家である華族仙石家の東京屋敷に同居するようになった。
明治7年からは家禄に税が付加されるようになり、仙石家の家禄である現高105石にも13石の税が掛かるようになった。明治8年には米禄が金禄となり、仙石家はその年は555円68銭の給付を受けたが、翌9年には秩禄処分により、金禄公債と引き換えに封建的特権の延長であった家禄制度は全廃となり、仙石家は5390円70銭の金禄公債を受け、以降国からの家禄支給はなくなった。
政愛の子信経は、矢沢の田中家に引き取られて育ち、成人後陸軍軍人となり、中佐階級まで昇進した。